# Tuenti
Tuenti是一个成立在西班牙的公司，它通过自己的应用程序将电讯和社交服务整合在一起来为自己的客户提供多种平台上的云体验，它被称为“西班牙的Facebook”。

## 历史
2006年上半年，Tuenti成立。
2008年，根据Google的全球年终总结，Tuenti的排名位居第四位。
根据Google2009年的报告，Tuenti在全球的搜索量的增长速度已经位居第三名。根据Google2008年的报告，Tuenti在2008年的排名位居第四名，根据Alexa数据排名，Tuenti在西班牙受欢迎的程度位居18名。
2010年，Tuenti已拥有1000万用户。
在2012年期间，Tuenti对全球开放了它的平台。
2014年初，Tuenti在墨西哥、秘鲁和阿根廷设立了自己的移动运营商。同年，Tuenti在智利和厄瓜多尔的服务也开始运作。

## 名称的由来
虽然名称听起来类似于英文单词“twenty”，它的意思其实是“你的个性”。

## 支持平台
web客户端可以从任何操作系统访问。此外，自2012年开始，Tuenti为Android和IOS提供了官方应用程序。针对Windows Phone，Tizen和Ubuntu的应用程序正在开发中。

## 更多
- 即时通讯软件的对比
- VoIP软件的比较
- Mobile_VoIP（英语：Mobile_VoIP）